# روبلوو
 روبلوو  هي قرية في منطقة جمينا سواوا الإدارية، داخل مقاطعة وشوا، محافظة لوبوسكي، في غرب بولندا.